# Cruz Crescencio Mejías
Cruz Crescencio Mejías (Carúpano, 1913-Caracas, 1 de octubre de 1945) fue un delincuente venezolano conocido por su apodo de «Petróleo Crudo» debido al color oscuro de su piel. Se hizo famoso por escaparse de varias prisiones, por lo que fue conocido como el «El rey de las fugas», provocando que el gobierno construyera una jaula gigante para encerrarlo.
Fue comparado como una especie de Robin Hood porque compartía parte de su botín con personas necesitadas.Luego de su muerte, su imagen comenzó a usarse dentro del culto religioso de María Lionza como un espíritu de estas creencias.

## Biografía
Nació en Carúpano en 1913, hijo de una madre soltera. Pasó su juventud dedicado a la pesca, viviendo posteriormente entre La Guaira, Santa Teresa del Tuy y en el barrio El Silencio de Caracas.Debido al color oscuro de piel se ganó el apodo de «Petróleo Crudo».
A la edad 14 años comenzó a trabajar en la marina mercante, en un barco llamado Red Line que era en parte propiedad de la familia Boulton. En sus viajes visitó diversos puertos, llegando a aprender el inglés y practicando el boxeo en Nueva York.
A finales de la década de 1920 ya había caído en la delincuencia robando viviendas y personas en las cercanías de Caracas. En 1928 luego de robarle dinero a un arriero, fue arrestado por La Sagrada, cuerpo policial del gomecismo. Siendo encarcelado y enviado a trabajos forzados.
Mejías logró fugarse evadiendo a las autoridades, aunque fue recapturado tres meses después y enviado a La Rotunda. Recuperó su libertad tras la muerte del dictador Juan Vicente Gómez en 1935.Un año después fue arrestado mientras robaba una joyería siendo encerrado en la cárcel ubicada en la Isla del Burro.Al poco tiempo de su ingreso en prisión vuelve a fugarse, fingió una enfermedad para ser trasladado a una zona con menos control y se escapó arrojándose al Lago de Valencia, los guardias que patrullaban el lago, al no encontrarlo lo dieron por muerto.
Tras su fuga volvió a delinquir varias veces en Barquisimeto y lo vuelven a capturar encarcelándolo en la Cárcel Las Tres Torres de la cual se fugó. Fue recapturado en Portuguesa por la Guardia Nacional y es devuelto a la prisión en la Isla del Burro, donde fue sometido a aislamiento, pero luego de dos meses vuelve a escapar siendo capturado siete meses más tarde.Al momento de su captura fue herido de bala y fue trasladado a un hospital para que se recuperara, en el trató de fugarse elaborando una cuerda con las sabanas, pero fue descubierto.
Tras sus múltiples escapes comenzó a ser conocido como «El rey de las fugas» convirtiéndose en uno de los criminales más conocidos del país. En varias de sus fugas y mientras estuvo prófugo, hirió a varios policías con puñaladas y estuvo involucrado en balaceras donde fue herido.
En 1941 durante gobierno de Isaías Medina Angarita desde el ministro del Interior se contrató a la empresa estadounidense Cuny and Company para que construyera una jaula gigante para encerrarlo.Mejías quedó confinado en ella de donde salía una vez al día y pasaba el resto del tiempo estudiando y leyendo, y siendo visitado por periodistas y autoridades, lo que aumentó su fama.
También escribió varios poemas y artículos de opinión que aparecieron en los periódicos El Universal y La Esfera los cuales firmaba con seudónimos. Algunos de sus escritos criticaban el sistema penitenciario del país y la reforma del Código Penal, lo que llamó la atención de las autoridades que descubrieron que tras el seudónimo se encontraba Mejías.
Por la intervención del sacerdote Antonio Leyh capellán de la prisión y del militar Silvestre Medina, primo del presidente Isaías Medina Angarita, fue puesto en libertad por un indulto. Tras salir de prisión comenzó a trabajar de chofer para Silvestre Medina.
En junio de 1942 se casó con Carmen María García, tuvo como padrino de bodas al ministro Tulio Chiossone y el evento fue cubierto por la prensa. El presidente Medina le envió 300 bolívares como presente de boda y estuvo en el bautizo de su hija.
En 1944 ocurrió un robo en una casa de una familia adinerada, siendo responsabilizado Mejías. Negó haber estado involucrado en el robo, pero según las investigaciones de las autoridades había tomado parte como autor intelectual y fue encerrado en la Cárcel Modelo de Caracas.
Murió el 1 de octubre de 1945 de varios impactos de bala que le propinó el guardia de la prisión, Rafael Cadenas Lobo. Según una versión, Cadenas Lobo había sido compañero de presidio de Mejías previamente y no mantenían una buena relación. Los dos mantuvieron una discusión y Mejías trató de desarmar al guardia, quien le disparó varias veces.Ese mismo día el presidente Medina fue informado de su muerte y expresó su lástima y su disposición para ayudar a su viuda.

## Legado
Según el escritor Jesús Tortoza Acevedo, Mejías se ganó la simpatía de sus compañeros de prisión y de parte de la población debido a que, a modo de Robin Hood, robaba a los ricos para repartirlo con los pobres. Algunos opinaron que Mejías era un luchador social y no un delincuente.Tras ser encerrado una vez en prisión, Mejías llegó a expresar «(...) lo que sí he hecho en mi vida es robar pero para darle a los más pobres que nada tienen».
Dentro del culto a María Lionza, el panteón de estas creencias está compuesto por una serie de cortes que agrupan a varios espíritus.En una de ellas denominada la Corte malandra o Calé, Cruz Crescencio Mejía es considerado un espíritu de baja luz. A los espíritus de esta corte los seguidores del culto se encomiendan para evitar caer en la delincuencia y las drogas.